# Kleinblättriger Gänsefuß
Der Kleinblättrige Gänsefuß (Chenopodium striatiforme), auch Kleinblatt-Gänsefuß, Falscher Streifen-Gänsefuß oder Kritischer Gestreifter Gänsefuß genannt, ist eine Pflanzenart in der Familie der Fuchsschwanzgewächse (Amaranthaceae), die in Mitteleuropa vorkommt.

## Beschreibung

### Vegetative Merkmale
Der Kleinblättrige Gänsefuß ist eine einjährige krautige Pflanze. Er ähnelt dem Gestreiften Gänsefuß (Chenopodium strictum), ist aber zierlicher und besitzt schon am Grund des Stängels bogig aufsteigende Äste. Er wird meist nur 10 bis 40 Zentimeter hoch. Die wechselständigen Laubblätter sind meist klein, ihre Blattspreite ist deltoidisch-eiförmig. Der Blattrand ist scharf und fein gesägt. Die oberen Blätter sind oval-lanzettlich und ganzrandig. Die Blätter sind 1 bis 4 Zentimeter lang. Die Stängel verfärben sich früh gelblich und später rötlich.

### Generative Merkmale
Die Blütenknäuel sind graugrün; das Perigon ist dicht blasenhaarig.

### Chromosomenzahl
Die Chromosomenzahl beträgt 2n = 36.

## Vorkommen und Gefährdung
Der Kleinblättrige Gänsefuß ist in Süd- und Südosteuropa verbreitet und kommt auch in Asien in Zypern, in der Türkei und in Aserbaidschan vor. Er fehlt aber in Nordamerika. Eingeschleppt mit dem Getreide, ist er erst im 19. Jahrhundert als Neophyt nach Mitteleuropa vorgedrungen. Er besiedelt warm-trockene, sandige Meeresküsten oder Ruderalstellen, beispielsweise an Mauern oder auf industriellen Sonderstandorten. Im System der Pflanzensoziologie ist er eine Charakterart des Bromo-Corispermetum (Salsolion-Salzkrautfluren).
In Deutschland ist der Kleinblättrige Gänsefuß ein unbeständiger Neophyt, der ziemlich selten in der nördlichen Oberrheinebene bei Frankfurt, in Mainfranken und im westlichen Sachsen auftritt. Seine Bestände sind bundesweit ungefährdet, in Baden-Württemberg gilt er aber als gefährdet (Rote Liste gefährdeter Arten 3).

## Systematik
Der Kleinblättrige Gänsefuß gehört innerhalb der Gattung der Gänsefüße zum Chenopodium strictum-Aggregat. Von manchen Autoren wird er nur als Synonym von Chenopodium strictum betrachtet. Gelegentlich wird er auch einem sehr weit gefassten Chenopodium album-Aggregat zugeordnet.
Die Erstveröffentlichung von Chenopodium striatiforme erfolgte 1901 durch Josef Murr in Deutsche Botanische Monatsschrift Band 19, S. 50.
Synonyme von Chenopodium striatiforme Murr sind Chenopodium album var. striatiforme (Murr) Murr, Chenopodium concatenatum subsp. striatiforme Murr, Chenopodium strictum subsp. striatiforme (Murr) Uotila sowie Chenopodium album subsp. microphyllum (Boenn.) Sterner und Chenopodium strictum subsp. microphyllum (Boenn.) P. M. Jørg. (nom. illeg.)

## Belege
- Henning Haeupler, Thomas Muer: Bildatlas der Farn- und Blütenpflanzen Deutschlands. Hrsg.: Bundesamt für Naturschutz (= Die Farn- und Blütenpflanzen Deutschlands. Band 2). Eugen Ulmer, Stuttgart (Hohenheim) 2000, ISBN 3-8001-3364-4, S. 90. (Abschnitt Beschreibung, als Chenopodium strictum subsp. striatiforme)